# ユウシテッセン 山本
ユウシテッセン 山本ォォオ（1983年1月20日 - ）は、日本のお笑い芸人。所属フリー。

## 概要
- 滋賀県甲賀市出身。実家は中古車販売をしている。
- 水口高等学校、大阪産業大学卒業後、会社員を経て芸人養成所に入らず、大阪のインディーズライブに出始める。当時はユウシテッセン（ユウシ鐵線）の名でコンビで活動し、主に漫才でボケ担当であった。その後に解散し、その後ピン芸人として活動。
- デリートエンターテイメント(以後デリート)に所属後、業務提携でスパンキープロダクションに1年間所属し、しばらくフリーで活動後、デリートに再所属。
- 2016年、漫画『なつかしメシ食堂 実りの味編』（ぶんか社・2016年11月発行）で本人役で登場している。
- 2018年の単独ライブで日本タクシーに就職しタクシー芸人として活動したがコロナショックの影響もあり2020年退社。
- 2020年にデリートを退所。フリーを経て2020年10月株式会社3PEACEへ所属し語尾に「ォォオ」を付け、「ユウシテッセン 山本ォォオ」に改名。以後現在所属会社の芸人兼社員として活動後、2024年1月に3PEACEを退職し、地元の滋賀に活動の場を移す。
- 芸風は音響を使用する音響コント・ショートコントを行うことが多い。最近では映像コントなども行うこともある。
- 2022年に故郷の滋賀県で開催されるイナズマロックフェスの龍神ステージに出演予定だったが9月19日に台風14号により中止となった。
- 謎解きイベントのVTRのアフレコ経験あり。[8]
- ユウシテッセン山本ォォオと表記されることがあるが、正式名称はユウシテッセンと山本ォォオの間に半角の空白が一つ入る。
- 好きなタイプはあべみかこ。趣味はあべみかこ鑑賞・あべみかこのイベントに参加すること。特技はタクシー運転、動画編集。

## テレビ出演
- 岡山ひとりお笑いグランプリ決定戦（テレビせとうち、2013年5月26日）
- 〇〇発東京行き 2018春（関西テレビ、2018年4月）
- 「ミント！」（特集）毎日放送（MBSテレビ、2019年）
- タイガースV特急（ベイコムチャンネル、2019年）
- 稲妻ムービーマーケット（サンテレビ、2023年）

## 単独ライブ
主に日本橋UPsのライブ
2016年
- 4月15日、1時間単独ライブ「中古車屋の息子がライブやります」
- 8月5日、1（ワン）と2Hユニットライブ「わッセン」
- 12月2日、2時間単独ライブ「見た目より若いねと言われます！ …お世辞だろうけど」

2017年
- 3月24日、矢野マーシーと2時間ユニットライブ「音（響共競）【おんきょうさん】」
- 9月24日、90分単独ライブ「こないだ実家に帰ったら　親父がとんかつにドレッシングをかけてました」
- 11月17日、90分単独ライブ「新ネタ5本　9月単独の手直しネタ3本 VTR7本 コーナー1本をやります」

2018年
- 11月23日、2時間単独ライブ「デリートエンターテイメントのユウシテッセン 山本です おねがいします」ゲスト・オーパスツー

2019年
- 12月2日、単独ライブ「焦るとロクなことねえ」（ZAZA pockets）ゲスト・オーパスツー、オイランバンク

2021年
- 11月21日、45分単独ライブ　「壱ぃ」（ZAZA pockets）ゲスト・単細胞、矢野マーシー

## その他
- 漫画『なつかしメシ食堂 実りの味編』（ぶんか社・2016年11月発行）本人役として出演